# Fittipaldi
Fittipaldi var ett brasilianskt formel 1-stall som grundades av racerförarna Wilson Fittipaldi och Emerson Fittipaldi 1974. Stallet sponsrades av det brasilianska sockerkooperativet Copersucar. 

## F1-säsonger
| Säsong | Tävlingsnamn          | Bil                                             | Motor                    | Däck  | Poäng | VM-plac. | Förare 1                          | Förare 2     |
| ------ | --------------------- | ----------------------------------------------- | ------------------------ | ----- | ----- | -------- | --------------------------------- | ------------ |
| 1975   | Copersucar-Fittipaldi | Fittipaldi FD01 Fittipaldi FD02 Fittipaldi FD03 | Ford Cosworth DFV 3.0 V8 | G     | 0     | 14:e     | Arturo Merzario Wilson Fittipaldi |              |
| 1976   | Copersucar-Fittipaldi | Fittipaldi FD04                                 | Ford Cosworth DFV 3.0 V8 | G     | 3     | 11:a     | Emerson Fittipaldi                | Ingo Hoffman |
| 1977   | Copersucar-Fittipaldi | Fittipaldi FD04 Fittipaldi F5                   | Ford Cosworth DFV 3.0 V8 | G     | 11    | 9:a      | Emerson Fittipaldi                | Ingo Hoffman |
| 1978   | Fittipaldi Automotive | Fittipaldi F5A                                  | Ford Cosworth DFV 3.0 V8 | G     | 17    | 7:a      | Emerson Fittipaldi                |              |
| 1979   | Fittipaldi Automotive | Fittipaldi F5A Fittipaldi F6 Fittipaldi F6A     | Ford Cosworth DFV 3.0 V8 | G     | 1     | 12:a     | Emerson Fittipaldi                | Alex Ribeiro |
| 1980   | Skol Fittipaldi Team  | Fittipaldi F7 Fittipaldi F8                     | Ford Cosworth DFV 3.0 V8 | G     | 11    | 7:a      | Emerson Fittipaldi                | Keke Rosberg |
| 1981   | Fittipaldi Automotive | Fittipaldi F8C                                  | Ford Cosworth DFV 3.0 V8 | M/A/P | 0     | 14:e     | Keke Rosberg                      | Chico Serra  |
| 1982   | Fittipaldi Automotive | Fittipaldi F8D Fittipaldi F9                    | Ford Cosworth DFV 3.0 V8 | P     | 1     | 14:e     | Chico Serra                       |              |